# 픽셀 5
픽셀 5(Pixel 5)는 구글에서 개발한 안드로이드 스마트폰이다. 2021년 9월에 공개된 스마트폰이다. 미국은 2020년 10월 29일에 출시되었다. 안드로이드 스마트폰 최초로 안드로이드 11이 탑재되었다. 픽셀 4와 픽셀 4 XL의 후속 기종이다. 이 기종은 XL 버전이 없는 첫 번째 기종이다.

## 상세
전반적인 디자인은 펀치홀 디스플레이를 적용한 베젤리스 디자인을 적용하고 있으며, 픽셀 4a, 픽셀 4a 5G와 거의 비슷하게 생겼으나 구글 픽셀 5는 하단 부분 베젤도 줄어들어 아이폰 12처럼 상하좌우 균등한 베젤리스 디자인을 채택하고 있으며 이는 안드로이드 디바이스중 최초이다.
사양은 우선 AP로 퀄컴 스냅드래곤 765G SM7250-AB Platform을 탑재하고 있다.
RAM은 LPDDR4X SDRAM 방식이며 8 GB다. 내장 메모리는 NVMe 규격의 낸드 플래시를 사용하며 128 GB 로 단일 옵션이다.
디스플레이는 5.7인치 19:9 비율의 2280 x 1080 해상도를 지원하며 패널 형식은 OLED 방식의 펀치홀 디스플레이이다. 인치당 픽셀 수는 444 ppi이다. 추가적으로 90 Hz의 터치 샘플링 레이트를 제공한다.
배터리 용량은 내장형 4,080 mAh이며 배터리 최소 용량은 4,000 mAh이다. 또한, USB Power Delivery 2.0 규격의 고속충전 기술을 지원한다. 그리고 Qi의 자기유도 방식인 고속 무선충전 기술을 지원한다. 특히, 기기 자체가 무선충전기가 되어 다른 기기에 무선으로 전력을 공급해주는 무선 배터리 공유 기능을 시리즈 최초로 지원한다.
단자 규격은 USB Type-C를 입출력 단자로 사용하며 전송 규격으로 최대 USB 3.1 Gen1까지 지원한다. 그리고 3.5 mm 단자가 존재하지 않는다. 따라서 사운드 출력은 USB 3.1 Gen1 Type-C가 담당한다.
에어리어 방식의 지문인식 센서가 후면 카메라 모듈 우측면에 탑재되어 있으며 방수 방진을 지원한다. 등급은 IP68로, 이는 방진 등급은 최고레벨이지만, 방수 등급은 IPX9K 등급보다 1단계 낮다.
기기 공개 당시 안드로이드 11을 기본으로 탑재했다.
픽셀 2부터 탑재되어왔던 Active Edge기능이 삭제되었다.

## 사양

### 디자인과 하드웨어
픽셀 5는 "100% 재활용 알루미늄 인클로저"와 스크린용 고릴라 글래스 6를 사용하여 제작되었다. 이 장치는 저스트 블랙 색상과 소르타 세이지 색상으로 제공되며, 둘 다 무광택 마감 처리가 가능하다. 하우징에는 두꺼운 플라스틱 코팅이 되어 있고 전원 버튼은 금속 마감으로 양극 처리되어 있다. 장치 하단에는 충전 및 오디오 출력에 사용되는 USB-C 커넥터가 있다. 그것은 스테레오 스피커를 가지고 있는데, 그 중 하나는 디스플레이 장치이고 다른 하나는 USB-C 포트 오른쪽에 위치해 있다. 뒷면에는 픽셀 4에서 제거된 용량성 지문 판독기가 있다.
픽셀 5는 8GB의 LPDDR4X RAM과 128GB의 확장 불가능한 UFS 2.1 내장 스토리지를 갖춘 미드레인지 퀄컴 스냅드래곤 765G 시스템 온 칩(Kryo 475 코어, Adreno 620 GPU 및 Hexagon 696 DSP 포함)을 사용한다. 스냅드래곤 765G는 표준 5G 연결을 허용한다. "서브-6" 및 밀리미터파(mmWave) 네트워크가 모두 지원된다.
픽셀 5는 4080 mAh 배터리를 가지고 있는데, 이것은 전작의 2800 mAh 배터리에 비해 크게 증가한 것이다. 최대 18W까지 고속 충전이 가능하며 Qi 무선 충전은 물론 역 무선 충전을 지원한다. 이 기능은 바이오 레진으로 덮인 무선 충전 코일의 후면 패널의 컷아웃을 통해 활성화된다. IEC 표준 60529에 따른 IP68의 물 보호 등급을 유지한다. 픽셀 4의 모션 센스 기능과 안면 인식은 액티브 에지 및 픽셀 뉴럴 코어뿐만 아니라 생략되었다.
픽셀 5는 HDR10+를 지원하는 6인치(152mm) 1080p OLED 디스플레이를 갖추고 있으며 최대 90Hz의 새로 고침 속도로 작동하며 배터리 수명을 보존하기 위해 콘텐츠에 따라 동적으로 조정된다. 이 디스플레이는 19.5:9의 가로 세로 비율을 가지고 있으며, 전면 카메라를 위해 왼쪽 상단 모서리에 슬림한 균일 베젤과 원형 컷아웃이 있는 픽셀 4a와 유사한 디자인을 채택하고 있다.
픽셀 5에는 올라간 사각 모듈 내에 위치한 듀얼 후방 카메라가 포함되어 있다. 와이드 카메라는 바뀌지 않았지만 픽셀4의 망원렌즈를 대체하는 초와이드 렌즈를 포함하고 있다. 넓은 28mm 77° f/1.7 렌즈는 소니 Exmor IMX363 1220만 화소 센서를 가지고 있는 반면, 울트라 와이드 107° f/2.2 렌즈는 1600만 화소 센서를 가지고 있다. 두 센서는 모두 픽셀 4a(5G)와 공유된다. 전면 카메라는 800만 화소 센서를 사용한다. 픽셀4a(5G)와 함께 기존 픽셀폰이 30fps로 제한되면서 4K 동영상을 60fps로 녹화할 수 있는 최초의 픽셀폰이다. 픽셀 뉴럴 코어는 없지만 픽셀 4에 있는 라이브 HDR+ 및 듀얼 노출 기능을 지원하도록 픽셀 비주얼 코어가 수정되었다. 추가적인 소프트웨어 개선 사항으로는 새로운 세로 조명 모드, 야간 시야용 세로 모드, 시네마틱 팬 설정 및 노출 브래킷이 있는 HDR+가 있다.

### 소프트웨어
안드로이드 11을 기본 탑재했으며 3년간 업데이트를 지원한다.